# Ник Еванс
Ник Еванс (енгл. Nick Evans; 14. август 1980) професионални је новозеландски рагбиста који тренутно игра за премијерлигаша Харлеквинс.

## Биографија
Висок 185 цм, тежак 90 кг, Еванс је врхунски шутер, играо је и аријера (енгл. Full back), али најчешће отварача (енгл. Fly half). У каријери је пре доласка у Премијершип играо за Норт Харбор, Отаго рагби, Оукленд рагби, Хајлендерси и Блузси. За екипу Харлеквинс је постигао 1904 поена у 173 утакмица. У репрезентацији Новог Зеланда није имао шта да тражи на позицији број 10, јер је ту био неприкосновени Ден Картер. Еванс је за "Ол блексе" одиграо свега 16 тест мечева и постигао 103 поена.